# Setaria lachnea
Setaria lachnea là một loài thực vật có hoa trong họ Hòa thảo. Loài này được (Nees) Kunth miêu tả khoa học đầu tiên năm 1833.